# Балхаш-9
Балхаш-9 — военный городок при Балхашской радиолокационной станции (также называемая радиолокационным узлом Сары-Шаган и Балхаш-9). Находится в 13 км к востоку от села Гульшат Актогайского района Карагандинской области и в 90 км к северо-востоку от Приозёрска, главного города Сары-Шагана. Расстояние до областного центра Караганда — 500 км, до ближайшего города Балхаш — 60 км. Население посёлка — 850 жителей. Имеется общеобразовательная школа, детский сад, поликлиника, офицерский клуб.
Балхаш-9 является местом расположения двух поколений советских и российских радаров раннего предупреждения. Он расположен на западном побережье озера Балхаш, недалеко от испытательного полигона Сары-Шаган в Казахстане. Хотя он использовался для наблюдения за спутниками на низкой околоземной орбите, в основном он был ключевой частью российской системы предупреждения о ракетном нападении. Он обеспечивал прикрытие со стороны западного и центрального Китая, Индии, Пакистана и пусков ракет подводных лодок в Бенгальском заливе. На этом объекте было шесть радаров, последний из которых был выведен из эксплуатации 1 июня 2020 года и находился в ведении Воздушно-космических сил России. Узел Балхаш потерял своё былое значение после начала эксплуатации четырёх РЛС на территории России: в Барнауле, Омске, Армавире и Иркутске.

## Космическое наблюдение
Балхаш был основан как ОС-2, объект космического наблюдения с четырьмя радиолокационными станциями «Днестр» (кодовое название НАТО «Курятник»), которые были запущены в 1964 году и испытаны в 1968 году. Он мог обнаруживать спутники на высоте до 3000 км. Прототип РЛС «Днестр» ЦСО-П был построен неподалёку на полигоне Сары-Шаган 46°00′04″ с. ш. 73°38′52″ в. д..
В 1967—1968 годах рядом с 4 РЛС «Днестр» была запущена РЛС дальнего обнаружения «Днепр», которая была введена в эксплуатацию в начале 1970-х годов.
РЛС «Днепр» была последней работающей РЛС на площадке.
| Радар   | Координаты                      | Азимут   | Тип    | Годы постройки | Подробности                                                                                                 |
| ------- | ------------------------------- | -------- | ------ | -------------- | --- |
| Радар 1 | 46°36′27″ с. ш. 74°31′24″ в. д. | 270      | Днестр | 1964-1970      | Модернизирован до Днестр-М. В эксплуатации с 1970. Списан в сентябре 1995. Заброшенный.                     |
| Радар 2 | 46°36′52″ с. ш. 74°31′23″ в. д. | 270      | Днестр | 1964-1968      | В эксплуатации с 1968. Списан в январе 1984. Заброшенный.                                                   |
| Радар 3 | 46°37′31″ с. ш. 74°31′02″ в. д. | 60       | Днестр | 1964-1968      | В эксплуатации с 1968. Списан в январе 1984. Заброшенный.                                                   |
| Радар 4 | 46°37′53″ с. ш. 74°30′45″ в. д. | 60       | Днестр | 1964-1968      | В эксплуатации с 1968. Списан в сентябре 1988. Заброшенный.                                                 |
| Радар 5 | 46°36′11″ с. ш. 74°31′52″ в. д. | 180, 124 | Днепр  | 1968-1972      | В эксплуатации с 1972. Модернизирован до Днепр. Действует с 1974 Снят с боевого дежурства в июне 2020 года. |

## РЛС второго поколения Дарьял
В Балхаше был радар «Дарьял-У» (кодовое название НАТО «Печора») представляющий собой бистатический радар раннего предупреждения с фазированной решёткой, состоящий из двух отдельных больших антенн с фазированной решёткой, расположенных на расстоянии 2,7 км друг от друга. Массив передатчиков имел размеры 30 на 40 метров, а размер приёмника — 80 на 80 метров. Система представляет собой систему VHF, работающую на длине волны от 1,5 до 2 метров (от 150 до 200 МГц). Заявленная дальность действия установки «Дарьял» составляет 6000 километров.
Первоначально было запланировано не менее семи объектов «Дарьял», однако только первые два завершённых объекта, Печора и Габала, когда-либо были введены в эксплуатацию. Два радара типа «Дарьял-У» должны были быть построены в Балхаше и Мишелёвке, Иркутская область, и ни один из них не был завершён до распада Советского Союза.
| Координаты                                                                          | Азимут                | Тип      | Годы постройки |
| ----------------------------------------------------------------------------------- | --------------------- | -------- | -------------- |
| 46°35′19″ с. ш. 74°27′59″ в. д. передатчик 46°36′02″ с. ш. 74°29′51″ в. д. приёмник | 152° (предполагаемый) | Дарьял-У | 1982-1994      |

«Дарьял» в Балхаше начали строить в 1982 году. Некоторые испытания начались в 1991 году, а затем были остановлены в 1994 году. В 2002 году никогда не работавший радар был передан Казахстану, на котором была возложена ответственность за его снос. В сентябре 2004 года радар был сильно разграблен, а здание приёмника («корпус № 2») — сожжено. Он рухнул во время попыток грабежа в январе 2010 года, в результате чего один человек погиб.
В конденсаторах «Дарьяла» содержался органический загрязнитель полихлорированный бифенил. Правительство Казахстана выделило 7 миллионов долларов на их утилизацию, и бывший министр окружающей среды Казахстана Нурлан Искаков был признан виновным в растрате и приговорён к четырём годам тюремного заключения в связи с этими деньгами в 2009 году.